# Stathmostelma fornicatum
Stathmostelma fornicatum är en oleanderväxtart. Stathmostelma fornicatum ingår i släktet Stathmostelma och familjen oleanderväxter.

## Underarter
Arten delas in i följande underarter:
- S. f. fornicatum
- S. f. tridentatum